# Amsterdamsche Football Club Ajax 1987-1988
Questa voce raccoglie le informazioni riguardanti l'Amsterdamsche Football Club Ajax nelle competizioni ufficiali della stagione 1987-1988.

## Stagione
La stagione inizia senza Sonny Silooy, Marco van Basten e Frank Rijkaard, mentre vengono promossi in prima squadra Ronald de Boer e Bryan Roy. Il 4 gennaio 1988, inoltre, Johan Cruijff lascia la panchina del club.
Stante il successo nella precedente edizione di Coppa delle Coppe l'Ajax gioca la Supercoppa UEFA, ma il Porto vince entrambe le gare per 1-0. L'Ajax partecipa ad un'altra edizione di Coppa delle Coppe: elimina Dundalk, Amburgo e Young Boys vincendo tutte le partite e senza subire gol. Prima battuta d'arresto contro l'Olympique Marsiglia in semifinale, ma questa non è sufficiente per impedire l'accesso alla seconda finale consecutiva: a Strasburgo è però il Malines a vincere l'incontro per 1-0 ed a conquistare la coppa. I Lancieri fanno poca strada nella KNVB beker, dove vengono presto eliminati dal Den Bosch. Nuovo secondo posto in campionato, sempre dietro al PSV.

## Organigramma societario
Fonte
Area direttiva
- Presidente:  Ton Harmsen.

Area tecnica
- Allenatore:  Johan Cruijff fino al 4/01/1988, poi  Bobby Haarms,  Barry Hulshoff e  Spitz Kohn
- Allenatore in seconda: Bobby Harms.

## Rosa
Fonte
| N. |                        | Ruolo | Calciatore     |
| -- | ---------------------- | ----- | -------------- |
|    | Paesi Bassi (bandiera) | P     | Erik de Haan   |
|    | Paesi Bassi (bandiera) | P     | Lloyd Doesburg |
|    | Paesi Bassi (bandiera) | P     | Stanley Menzo  |
|    | Paesi Bassi (bandiera) | D     | Danny Blind    |
|    | Paesi Bassi (bandiera) | D     | Danny Hesp     |
|    | Svezia (bandiera)      | D     | Peter Larsson  |
|    | Paesi Bassi (bandiera) | D     | Edo Ophof      |
|    | Paesi Bassi (bandiera) | D     | Ronald Spelbos |
|    | Finlandia (bandiera)   | D     | Petri Tiainen  |
|    | Paesi Bassi (bandiera) | D     | Frank Verlaat  |
|    | Paesi Bassi (bandiera) | C     | Ronald de Boer |
|    | Scozia (bandiera)      | C     | Ally Dick      |
|    | Paesi Bassi (bandiera) | C     | Marcel Keizer  |

| N. |                        | Ruolo | Calciatore        |
| -- | ---------------------- | ----- | ----------------- |
|    | Paesi Bassi (bandiera) | C     | Arnold Mühren     |
|    | Paesi Bassi (bandiera) | C     | Arnold Scholten   |
|    | Paesi Bassi (bandiera) | C     | Richard Sneekes   |
|    | Paesi Bassi (bandiera) | C     | Aron Winter       |
|    | Paesi Bassi (bandiera) | C     | Richard Witschge  |
|    | Paesi Bassi (bandiera) | C     | Rob Witschge      |
|    | Paesi Bassi (bandiera) | C     | Jan Wouters       |
|    | Paesi Bassi (bandiera) | A     | Dennis Bergkamp   |
|    | Paesi Bassi (bandiera) | A     | John Bosman       |
|    | Paesi Bassi (bandiera) | A     | Henny Meijer      |
|    | Paesi Bassi (bandiera) | A     | Bryan Roy         |
|    | Paesi Bassi (bandiera) | A     | John van 't Schip |

## Statistiche

### Statistiche di squadra
| Competizione      | Punti | Totale | Totale | Totale | Totale | Totale | Totale |
| Competizione      | Punti | G      | V      | N      | P      | Gf     | Gs     |
| ----------------- | ----- | ------ | ------ | ------ | ------ | ------ | ------ |
| Eredivisie        | 50    | 34     | 23     | 4      | 7      | 78     | 40     |
| KNVB beker        | -     | 2      | 1      | 0      | 1      | 7      | 1      |
| Coppa delle Coppe | -     | 9      | 7      | 0      | 2      | 15     | 3      |
| Supercoppa UEFA   | -     | 2      | 0      | 0      | 2      | 0      | 2      |
| Totale            |       | 47     | 31     | 4      | 12     | 100    | 46     |

### Statistiche individuali
- Talento dell'anno
  - Bryan Roy